# Șindrești
Șindrești – wieś w Rumunii, w okręgu Marmarosz, w gminie Dumbrăvița. W 2011 roku liczyła 567 mieszkańców.